# Gliese 833
Gliese 833 è una stella che si trova a circa 47,5 anni luce di distanza dal Sistema solare. Appartiene alla sequenza principale ma è più piccola e fredda e meno luminosa rispetto al Sole, infatti la sua classe spettrale è K2 V. Pur essendo una stella relativamente vicina alla Terra, è troppo debole per poter essere visibile ad occhio nudo. La sua magnitudine apparente, infatti, è +7,16, mentre la magnitudine assoluta è 6,30.
Si tratta di una nana arancione di massa 0,76 volte quella del Sole e con un raggio 0,81 volte quello solare, la sua temperatura superiore è intorno ai 5000 K.